# Hans Winkler
Pour les articles homonymes, voir Winkler.
Hans Karl Albert Winkler, né le 23 avril 1877 et mort le 22 novembre 1945, est un botaniste allemand qui a consacré ses recherches à l'étude de la greffe chez les végétaux.

## Biographie
Il est professeur de botanique à l'université de Hambourg et directeur de l'Institut de botanique de cette université.
Winkler invente le terme « hétéroploïdie » en 1916. On le connaît aussi pour avoir inventé le terme « génome » en 1920 en utilisant les mots gene et chromosome.
Il écrit: « Ich schlage vor, für den haploiden Chromosomensatz, der im Verein mit dem zugehörigen Protoplasma die materiell Grundlage der systematischen Einheit darstellt den Ausdruck: das Genom zu verwenden... »
Ce qui peut se traduire par: « Je propose l'expression Génome pour l'ensemble des chromosomes haploïdes, qui, avec le protoplasma pertinent, précise les fondements matériels de l'espèce... »
Winkler travaille également à l'université de Naples, en Italie , où il étudie la physiologie de l'algue Bryopsis.
Il rejoint le Parti national-socialiste des travailleurs allemands en 1937.